# Chlorociboria aeruginascens
Espèce

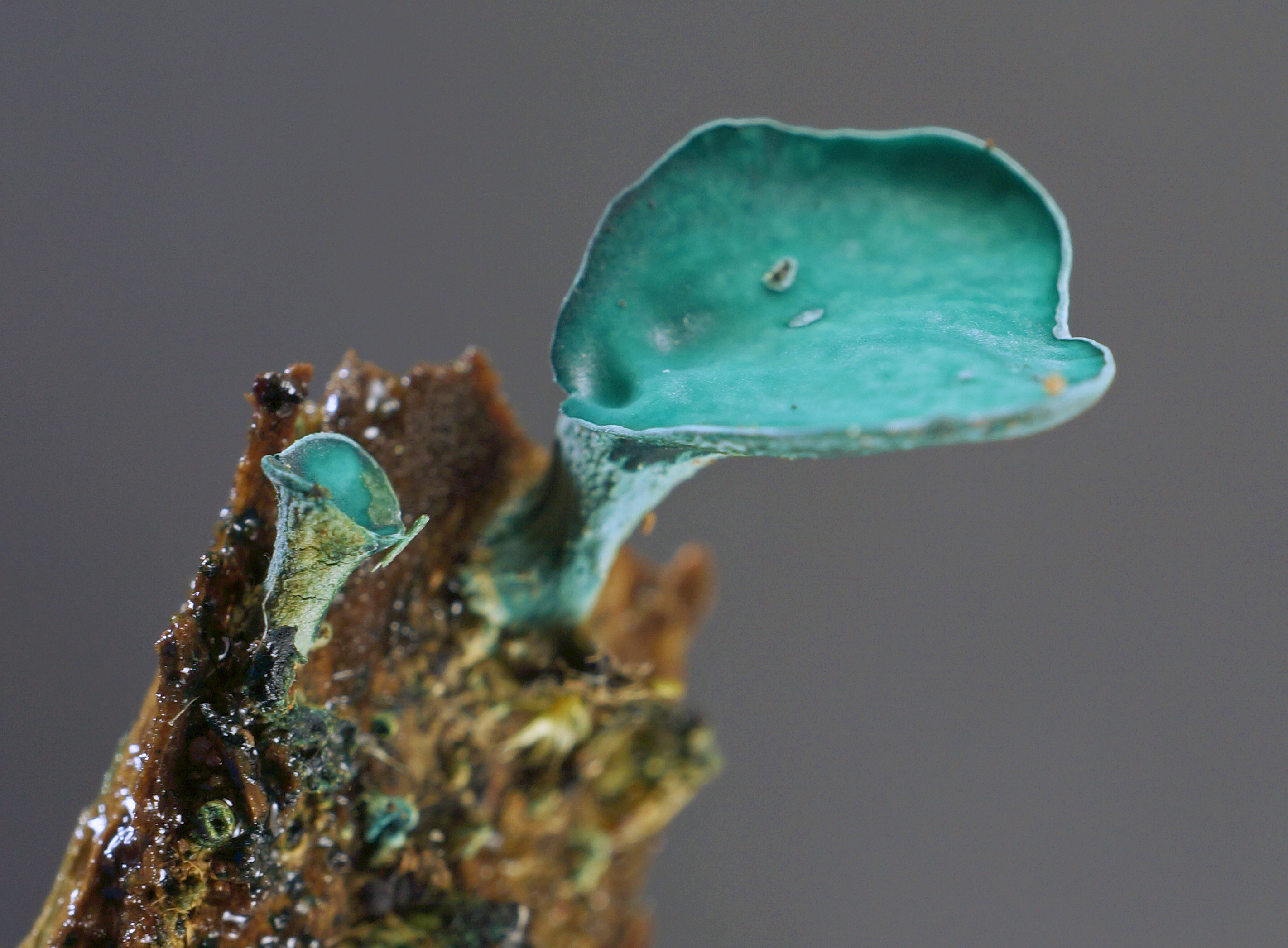
Les fructifications apparaissant sur le bois humide sont des apothécies en forme de coupe irrégulière.

Chlorociboria aeruginascens est une espèce de champignons ascomycètes de la famille des Helotiaceae.
Il s'agit d'un champignon forestier lignicole saprophage, colonisant les troncs et les branches mortes fraîchement tombées des chênes, des hêtres et des bouleaux. Appelé pézize turquoise, il produit un pigment, la xylindéine (en), libéré par le mycélium. Le bois colonisé par tout le mycélium est ainsi teinté par ce pigment qui résiste très bien à la lumière, aussi est-il utilisé en ébénisterie (placage) et en marqueterie depuis la Renaissance italienne.

## Description
Risque de confusion possible avec Chlorociboria aeruginosa, plus rare.

## Taxonomie
Autres noms vernaculaires français : Pézize turquoise, Pézize verdissante, Hélotie bleu vert.

## Liste des sous-espèces
Selon NCBI (22 février 2016) :
- sous-espèce Chlorociboria aeruginascens subsp. australis